# 勝手社
勝手社（かってしゃ）は愛知県名古屋市守山区にある神社。社殿は古墳の墳頂に置かれている。

## 沿革
張州府志によると、南北朝時代の頃、この地に移り住んだ南朝遺民が芳野神社に請うて勝手明神を勧請したとされ、同じ頃に水野又太郎良春が吉野山の勝手明神を勧請したとの言い伝えもある。また、明治42年（1909年）に近在の八剱大明神から天照大神・日本武尊を、山之神社から大山祇神を合祀している。

## 勝手塚古墳
勝手塚古墳（かってづかこふん）は愛知県名古屋市守山区上志段味（かみしだみ）地区に点在する志段味古墳群のひとつ。
前方部が小さい帆立貝式前方後円墳で、全長53メートル、後円部は直径39メートル、高さ6.5メートル、前方部は長さ14メートル、幅21メートル、高さ2.3メートル。
後円部は墳頂に勝手社が置かれているが、現在も一部に痕跡が見られる事から2段築造であったと考えられている。内部主体は不明。周辺を整備した際に円筒埴輪や須恵器片が出土しており、従来は5世紀の築造と考えられていたが、最近では6世紀との説も出されている。2008年（平成20年）に名古屋市教育委員会が行なった調査で、墳丘を囲む円筒埴輪列の一部が残存している事が確認された。
かつては周濠が二重に巡らされていたと伝わるが、現存するのは西から北にかけての内濠の一部とそれを囲む周堤のみ。
2014年（平成26年）10月6日付で国の史跡「志段味古墳群」として追加指定。